# Lordat
Lordat település Franciaországban, Ariège megyében. Lakosainak száma 63 fő (2022. január 1.). Lordat Axiat, Bestiac, Garanou, Montségur, Prades, Urs és Vernaux községekkel határos.

## Népesség
A település népességének változása:
| Lakosok száma | 56   | 50   | 41   | 37   | 49   | 58   | 68   | 70   | 70   | 63   |
|               | 1968 | 1982 | 1990 | 2006 | 2013 | 2015 | 2017 | 2019 | 2020 | 2022 |